# Amplimikser
Amplimikser – urządzenie elektroniczne, skupiające w jednej obudowie mieszacz sygnałów (mikser) i wzmacniacz mocy. Dzięki sporej funkcjonalności i łatwości przyłączenia jest to sprzęt bardzo często spotykany w szkołach i mniejszych systemach nagłośnieniowych. W bardziej skomplikowanych instalacjach nie są stosowane jako główny sprzęt z uwagi na niemożność rozbudowania, jak i na niewielkie moce w stosunku do wzmacniaczy końcowych o bardzo wysokiej mocy.
Niegdyś amplimikser posiadał dużą moc ciągłą, a ze względu na pracę wzmacniaczy w klasie AB oraz jego klasycznej konstrukcji był ciężki. Jak niemal każdy sprzęt estradowy, każdy amplimikser miał jednokanałowy wzmacniacz mocy, dopiero później wprowadzono "końcówkę" dwukanałową.
Współczesne amplimiksery nie posiadają dużych mocy w stosunku do mocnego sprzętu estradowego. Wzmacniacze mocy w nich zawarte są najczęściej dwukanałowe, a ich moce wahają się w granicach 100-500W na kanał (wzmacniacz estradowy dużej mocy do ok. 2x2kW). Konstrukcja zasilania jest oparta na transformatorze z rdzeniem toroidalnym, który może pracować w warunkach kilkunastoprocentowego przeciążenia, co umożliwia montowanie słabszych zasilaczy.